# Xestochironomus laselvensis
Xestochironomus laselvensis är en tvåvingeart som beskrevs av Andersen och Kristoffersen 1999. Xestochironomus laselvensis ingår i släktet Xestochironomus och familjen fjädermyggor.
Artens utbredningsområde är Costa Rica. Inga underarter finns listade i Catalogue of Life.